# Elecciones estatales extraordinarias de Tabasco de 2001
Las elecciones estatales extraordinarias de Tabasco de 2001 se llevaron a cabo el domingo 5 de agosto de 2001, como consecuencia a la anulación de la elección a Gobernador celebrada el 15 de octubre de 2000, en ella fue renovado el siguiente cargo de elección popular del Estado de Tabasco:
- Gobernador de Tabasco: Titular del Poder Ejecutivo del estado, electo para un periodo extraordinario de cinco años no reelegibles en ningún caso. El candidato electo fue Manuel Andrade Díaz.

## Resultados electorales

### Gobernador
| Partido/Alianza                                                      | Partido/Alianza                                                                         | Candidato      | Candidato                       | Votos   | Porcentaje        |
| -------------------------------------------------------------------- | --------------------------------------------------------------------------------------- | -------------- | ------------------------------- | ------- | ----------------- |
|                                                                      | Partido Acción Nacional                                                                 |                | Lucio Lastra Marín              | 14,949  | 2.1%              |
|                                                                      | Candidato Común Partido Revolucionario Institucional Partido Verde Ecologista de México |                | Manuel Andrade Díaz Hecho       | 364,688 | 50.7%             |
|                                                                      | Alianza por el Cambio de Tabasco (PRD, PT, Convergencia por la Democracia y PSN)        |                | César Raúl Ojeda Zubieta        | 330,721 | 45.9%             |
|                                                                      | Partido Alianza Social                                                                  |                | Blanca Estela Guerrero Palomera | 1,612   | 0.2%              |
|                                                                      | No registrados                                                                          | No registrados | No registrados                  | 52      | 0.0%              |
|                                                                      | Nulos                                                                                   | Nulos          | Nulos                           | 7,717   | 1.1%              |
| Total                                                                | Total                                                                                   | Total          | Total                           | 719,747 | \| \| 100.00 % \| |
| Fuente: Instituto Electoral y de Participación Ciudadana de Tabasco. |                                                                                         |                |                                 |         |                   |
|                                                                      | 100.00 %                                                                                |                |                                 |         |                   |